# RSG-Kappen

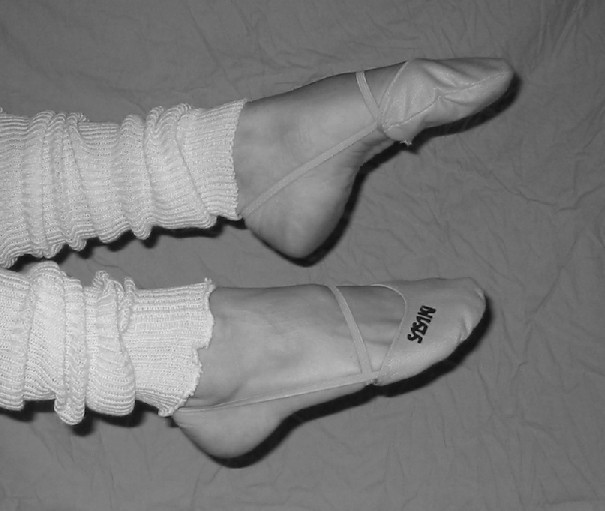
RSG-Kappen

RSG-Kappen (engl. toe caps) werden von Gymnastinnen für das Training und den Wettkampf für die rhythmische Sportgymnastik (RSG) verwendet.
Die RSG-Kappen bestehen meist aus Nappaleder (das Obermaterial oft auch aus Microfaser) und zwei Gummibändern, welche um die Ferse (manchmal auch über Ferse und Rist) gespannt werden und so die RSG-Kappen auf dem Vorfuß halten. Die Kappen erlauben eine maximale Bewegungsfreiheit des Fußes, schützen gleichzeitig vor Verbrennungen bei schnellen Drehungen und ermöglichen das einfache Drehen auf dem Vorfuß. Je nach Anwendung gibt es zwei Arten: die normale (längere) Form und für den Einsatz bei Wettkämpfen die kurze Form (bei der nur ein geringerer Teil des Vorfußes in der Kappe steckt).
RSG-Kappen sind im Allgemeinen weiß oder cremefarben, seltener schwarz.